# Hermine Hanel
Hermine Hanel (geboren im September 1874 in Prag, Österreich-Ungarn; gestorben 19. Juni 1944 in München) war eine böhmisch-deutsche Schriftstellerin.

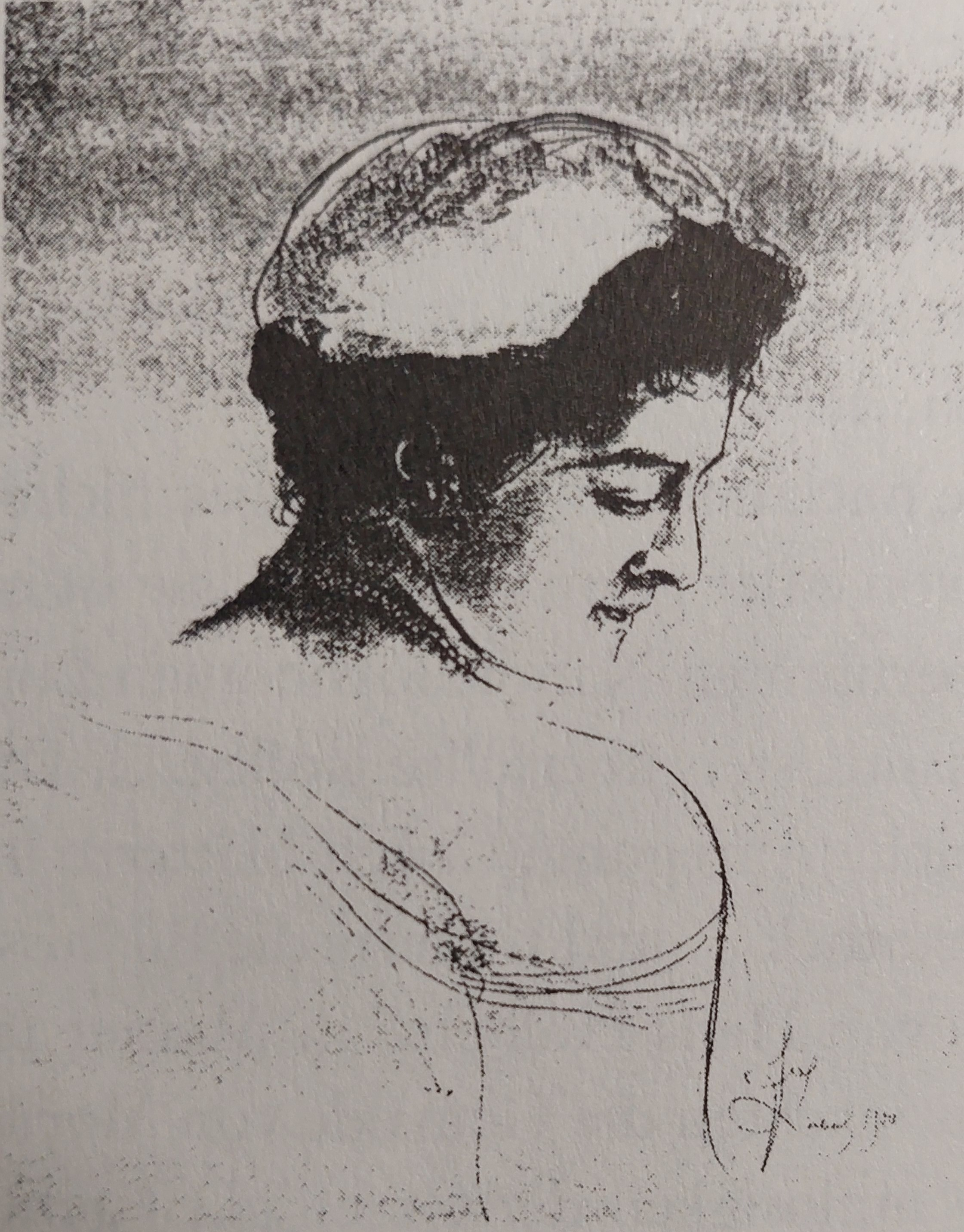
Franz von Lenbach: Hermine Hanel (1900)

## Leben
Hermine „Mizzi“ Hanel war die einzige Tochter des Eisenwarenhändlers Wilhelm Hanel (1846–1906), der aus einer vornehmen katholischen Prager Patrizierfamilie stammte, und seiner ersten Frau Hermine Oestreicher (1842–1874), die aus einer vielköpfigen, wohlhabenden jüdischen Kaufmannsfamilie aus Neuhaus stammte. Ihre Eltern hatten standesamtlich und nicht kirchlich geheiratet, was seinerzeit ein Novum war. Ihre Mutter starb bald nach der Geburt an Kindbettfieber, und Hanel wuchs bei den Eltern der Mutter auf und blieb auch in deren Haushalt, als ihr Vater erneut heiratete. Sie erhielt zunächst Unterricht durch einen Hauslehrer, ging dann auf ein Lyceum und mit vierzehn in ein Internat in Dresden. Ab 17 lebte sie wieder im Haushalt der Großmutter. Sie heiratete 1894 den um 20 Jahre älteren Geschäftsmann Theodor Stein (* 1854), der eine Brauerei besaß und später eine Kunsteisfabrik gründete. Dazu trat sie dem jüdischen Glauben bei. Die Ehe verlief unglücklich, und 1899 wurde geschieden.
Hanel veröffentlichte mehrere Berichte und Skizzen in deutschsprachigen Prager Zeitungen und im Wiener Tagblatt, angeregt durch Johann von Chlumecký. Im Prager Tagblatt schrieb sie unter dem Titel „Los vom Fischbein“ (so viel wie Korsett) ein frauenemanzipatorisches Feuilleton. Nach der Scheidung ließ sie sich in München im Zeichnen ausbilden, zog dann nach Wien und lebte seit 1905 endgültig in München. 1909 heiratete sie den Münchener Architekten Ludwig Deiglmayr (1866–1937), mit dem sie drei Kinder hatte.
Sie schrieb Berichte über bildende Kunst für Tageszeitungen, Essays, Märchen und Novellen, Reisebücher und Skizzen. Zu mehreren Bilderbüchern verfasste sie die Texte und illustrierte sie. Sie publizierte auch unter dem Pseudonym Dodd.
Zu ihren Förderern gehörten Arthur Schnitzler, der ihren Schreibstil kritisierte, Franz Graf Thun-Hohenstein und Johann Baron Chlumecký.
Nach der Machtübergabe an die Nationalsozialisten 1933 wurde sie von der Reichsschrifttumskammer aus rassistischen Gründen mit einem Schreibverbot belegt. Sie starb im Zweiten Weltkrieg nach einem alliierten Luftangriff auf München.

## Werke (Auswahl)
- Dodd: Lola. Roman. 1897
- Dodd: Frauen. Dresden: Pierson, 1898
- Aus dem Wald und Wiesenreich. Eine Vogel-, Frosch-, Schnecken- und Käferiade. 1904
- Aus einer alten Stadt. Eine Prager Geschichte. 1905
- Liese und Marie. Ein lustiges Bilderbuch. Straubing: Attenkofer, 1911
- Eva : Ein Münchener Roman. München : Parcus, 1918
- Was der Kalender erzählt: Ein deutscher Märchenkranz. Illustrationen Hans Baluschek. Grunewald : Klemm, 1919
- Junge Ehe. Roman. Illustrationen Hermine M. Hanel. München: Hans Sachs, 1913
- Tauelfen. In: Jugendblätter für Unterhaltung und Belehrung Jg. 61, 1915
- Spätgeboren : Roman. Umschlagzeichnung Hermine Hanel. München : Parcus, 1920
- Das Haus des Lebens und andere Novellen. München : Parcus, 1921
- Tonis Abenteuer im Englischen Garten. Illustrationen Hermine M. Hanel. München : Parcus, 1926
- Mondscheinchen. Märchen. In: Manfred Kyber: Das Pantoffelmännchen und anderes. 1926
- Der Siebenschläfer, der den Frühling verschlief. Märchen. In: Der Tanzknopf und anders. Märchenbilderbuch von Toni Rothmund. 1927
- Das zärtliche Känguruh und andere Märchen. Holzschnitte Lilli Deiglmayr. München : Staatsschule für angewandte Kunst, 1929/30
- Die Geschichte meiner Jugend. Leipzig : Koehler & Amelang, 1930
- Die Gräfin d'Agoult. Kulturgeschichtlicher Roman. Berlin : Die Buchgemeinde, 1932